# Narodowa Organizacja Rosyjskich Wywiadowców
Narodowa Organizacja Rosyjskich Wywiadowców (ros. Национальная Организация Русских Разведчиков, NORR) – rosyjska emigracyjna organizacja wojskowa o charakterze młodzieżowym
Organizacja została utworzona nie później niż w 1929 r. w Paryżu przez płk. Pawła N. Bogdanowicza. Działała pod auspicjami wielkiego księcia Aleksandra Michajłowicza, zaś po jego śmierci wielkiej księżnej Kseni Aleksandrowny. Początkowo wchodziła w skład Światowej Organizacji Ruchu Skautowego z siedzibą w Londynie. Przeważały w niej tradycje skautowskie. Po pewnym czasie kierownictwo organizacji przeorientowało jej działalność w kierunku wywiadowczym. Zaczęto odwoływać się do tradycji „tysiącletniej rosyjskiej państwowości” oraz „imperatorskiej armii i floty wojennej”. Głoszono hasła „aktywnego patriotyzmu rosyjskiego”, „hierarchii władzy i jedynowładztwa”, „militaryzacji”, przeciwstawiając je ideałom demokratycznym. Przywoływano postaci cara Piotra I i marszałka Aleksandra W. Suworowa. Głównym zadaniem organizacji było przygotowanie kadr młodzieży rosyjskiej na emigracji do akcji militarnych przeciwko ZSRR. Współpracowano w tym zakresie z innymi organizacjami emigracyjnymi, jak Rosyjski Związek Ogólnowojskowy (ROWS). NORR miała swoje oddziały w Bułgarii, Chinach i we Włoszech. Organem prasowym było pismo „Потешный” pod redakcją Nikołaja P. Połtorackiego. W latach 1930–1931 w Harbinie wychodziło pismo „Разведчик”. W 1931 r. wyszły 2 numery pisma „Помни Россию!”. W 1936 r. NORR weszła w skład Narodowego Związku Pracujących (NTS) na zasadzie autonomicznej. W 1938 r. liczebność organizacji osiągnęła szczytową liczebność ok. 12 tys. członków. W ten sposób była najliczniejszą organizacją młodzieżową wśród tego typu emigracyjnych organizacji rosyjskich. Podczas II wojny światowej po ataku wojsk niemieckich na ZSRR 22 czerwca 1941 r., kierownictwo organizacji podjęło aktywną współpracę z Niemcami. Na okupowane tereny sowieckie mieli zostać wysłani działacze NORR, występując jako przedstawiciele NTS. Jednakże do marca 1942 r. udało się wyjechać jedynie 10 członkom NORR. Paweł N. Bogdanowicz od 1942 r. wydawał w Paryżu pismo „Paryskij Wiestnik”. Główna kwatera NORR mieściła się w okupowanej Warszawie. Część członków organizacji wstąpiła do Rosyjskiej Armii Wyzwoleńczej (ROA) gen. Andrieja A. Własowa. Po zakończeniu wojny NORR przeniosła się do USA. Powrócono z powrotem do tradycji skautowskichm zmieniając nazwę na Narodowa Organizacja Rosyjskich Skautów – Wywiadowców.